# 18244 Anneila
A 18244 Anneila (ideiglenes jelöléssel 3008 T-2) a Naprendszer kisbolygóövében található aszteroida. Cornelis Johannes van Houten,   Ingrid van Houten-Groeneveld és Tom Gehrels fedezte fel 1973. szeptember 30-án.